# Christophe Willem
Christophe Willem, egentligen Christophe Durier, född 3 augusti 1983 i Enghien-les-Bains, Val-d'Oise, Frankrike, är en fransk popsångare, musiker och låtskrivare, som blev känd efter att ha vunnit La Nouvelle Star 2006, fjärde säsongen av den franska versionen av American Idol. Han har sedan dess skapat en framgångsrik solokarriär och fick sitt stora genombrott i Frankrike och andra fransktalande länder med låten Double je.

## Barndom
Willem tillbringade största delen av sin barndom i den lilla byn Deuil-la-Barre i kommunen Val-d'Oise, där hans föräldrar upprätthöll en bilskola. Som barn ägnade han sig åt konståkning och piano. Han studerade också olika sångstilar, bland annat jazz, blues och gospel. Han började komponera egna låtar redan vid 14 års ålder. Han ville bli jurist, men beslöt sig slutligen att fortsätta sina musikstudier. År 2004 medverkade han i Richard Anconinas film Alive, där han spelade Henri, en ung man med en gyllene röst, som inte fick spela huvudrollen i en musikal på grund av sitt dåliga utseende.

## Nouvelle Star
På familjens och vännernas begäran bestämde sig Willem att prova på den fjärde säsongen av Nouvelle Star år 2006. Redan i det första provet överraskade han domarna, som inte hade förväntat sig en så pass bra röst av en så klumpig och ful ung man. Han fick smeknamnet "La Tortue (Sköldpaddan), som domaren Marianne James hittade på.. Vidare visade han sig vara den mest populära kandidaten och den 8 juni kröntes han som den fjärde Franska Nouvelle Star (ny stjärna på svenska).
- Audition : "Strong enough" (Des'ree)
- Kvalfinal: "Être à la hauteur"  (Le roi soleil / Emmanuel Moire)
- Veckofinal 1 : "Sunny" (Boney M)
- Veckofinal 2 : "Où sont les femmes" (Patrick Juvet)
- Veckofinal 3 : "True Colors" (Cyndi Lauper)
- Veckofinal 4 : "Ça plane pour moi" (Plastic Bertrand)
- Veckofinal 5 : "I Am What I Am" (Gloria Gaynor)
- Veckofinal 6 : "New York, New York" (Frank Sinatra)
- Veckofinal 7 : Låt 1: "Goodbye Marilou" (Michel Polnareff), Låt 2: "I Will Always Love You" (Whitney Houston)
- Veckofinal 8 : Låt 1: "My Heart Will Go On" (Céline Dion), Låt 2: "Stayin' Alive" (Bee Gees)
- Veckofinal 9 : Låt 1: "Memory" (Barbra Streisand), Låt 2: "I Want You Back" (The Jackson 5)
- Semifinal : Låt 1: "I'm Still Standing" (Elton John), Låt 2: "Pour ne pas vivre seul" (Dalida)
- Final : Låt 1: "Born to Be Alive" (Patrick Hernandez), Låt 2: "La chanson des vieux amants" (Jacques Brel), Låt 3: "Last Dance" (Donna Summer)

## Karriär
Christophe Willems debutalbum, Inventaire, släpptes ut den 16 april 2007 och den första singeln, Élu produit de l'année, i mars samma år.
I maj 2007 utkom den andra singeln Double je, som steg direkt på # 1 i Frankrike och Belgien. Den tredje singeln, Jacques à dit släpptes ut på hösten 2007. Skivan togs väl emot och sålde dubbel platina i Frankrike  och guld i Belgien och Schweiz. Hittills har albumet sålt över 1 miljon exemplar. Han startade sin första turné den 15 november 2007 och den tog slut den 20 juli 2008. Han sjöng bland annat i Frankrike, Belgien, Schweiz och i Frankrikes utomeuropeiska områden, såsom Réunion och Mauritius. Han sjöng också flera gånger i Paris i L'Olympia och Zenith, som är de mest berömda konsertsalarna i Paris.
2007 steg Christophe Willem på listan över de 10 musiker som tjänar mest i Frankrike (inklusive inkomster, skivförsäljning, konserter och avtal). Han var på 6:e plats och tjänade sammanlagt 1,22 miljoner år 2007.
Under 2007 sjöng han med artister som Tears for Fears, Lara Fabian och Murray Head i Night of the Proms-turnén. 
Hans senaste album, Caféine, utkom den 25 maj 2009 och albumets första singel var Berlin. Den andra singeln var Plus que tout och den tredje Heartbox. 
Caféine steg omedelbart på # 1 i Frankrike.

## Diskografi

### Album
| År   | Album                       | Utgivningsår     | Topposition | Topposition | Topposition | Topposition |
| År   | Album                       | Utgivningsår     | FR          | FR (DD)     | BEL (WA)    | SWI         |
| ---- | --------------------------- | ---------------- | ----------- | ----------- | ----------- | ----------- |
| 2007 | Inventaire                  | 16 april 2007    | 1           | 1           | 1           | 7           |
| 2007 | Inventaire tout en acoustic | 23 november 2007 | 22          | 6           | —           | —           |
| 2009 | Caféine                     | 25 maj 2009      | 1           | 1           | 2           | 10          |

### Singlar
| År   | Singel                      | Utgivningsår     | Topposition | Topposition | Topposition | Topposition | Album      |
| År   | Singel                      | Utgivningsår     | FR          | FR (DD)     | BEL (WA)    | SWI         | Album      |
| ---- | --------------------------- | ---------------- | ----------- | ----------- | ----------- | ----------- | ---------- |
| 2006 | "Sunny"                     | 7 juli 2006      | 3           | 2           | 9           | 17          | —          |
| 2007 | "Élu produit de l'année"    | 16 november 2007 | —           | 2           | 29          | —           | Inventaire |
| 2007 | "Double Je"                 | Maj 2007         | 1           | 1           | 1           | 21          | Inventaire |
| 2007 | "Jacques a dit"             | Oktober 2007     | 4           | 7           | 1           | 35          | Inventaire |
| 2008 | "Quelle chance / September" | April 2008       | 9           | —           | 24          | —           | Inventaire |
| 2009 | "Berlin"                    | 2009             | —           | 5           | 8           | 57          | Caféine    |
| 2009 | "Plus Que Tout"             | 2009             | —           | 2           | 6           | 53          | Caféine    |
| 2009 | "Heartbox"                  | 2009             |             |             |             |             | Caféine    |

### Videoutgivningar
- 2008 : Fermeture pour rénovation (#1 Frankrike och #1 Belgien)

## Filmografi
| År   | Film  | Roll  | Noteringar |
| ---- | ----- | ----- | ---------- |
| 2004 | Alive | Henri | Biroll     |

## Priser
| År   | Pris                    | Kategori                       |
| 2008 | 2008                    | 2008                           |
| ---- | ----------------------- | ------------------------------ |
| 2008 | NRJ Music Awards        | "Årets nykomling"              |
| 2008 | NRJ Music Awards        | för "Inventaire"               |
| 2008 | Victoires de la Musique | för "Double je"                |
| 2010 |                         |                                |
| 2010 | NRJ Music Awards        | "Bästa Franska manliga artist" |
| 2010 | NRJ Music Awards        | för "Caféine"                  |